# Вуткань (комуна)
Вуткань, Вуткані (рум. Vutcani) — комуна у повіті Васлуй в Румунії. До складу комуни входять такі села (дані про населення за 2002 рік):
- Вуткань (1780 осіб) — адміністративний центр комуни
- Мелеєшть (430 осіб)
- Пошта-Елан (196 осіб)

Комуна розташована на відстані 267 км на північний схід від Бухареста, 25 км на південний схід від Васлуя, 81 км на південь від Ясс, 115 км на північ від Галаца.

## Населення
За даними перепису населення 2002 року у комуні проживали 2406 осіб.
Національний склад населення комуни:
| Національність | Кількість осіб | Відсоток |
| -------------- | -------------- | -------- |
| румуни         | 2403           | 99,9%    |
| угорці         | 2              | 0,1%     |
| німці          | 1              | < 0,1%   |

Рідною мовою назвали:
| Мова      | Кількість осіб | Відсоток |
| --------- | -------------- | -------- |
| румунська | 2405           | > 99,9%  |
| угорська  | 1              | < 0,1%   |

Склад населення комуни за віросповіданням:
| Релігія      | Кількість осіб | Відсоток |
| ------------ | -------------- | -------- |
| православні  | 2353           | 97,8%    |
| бретрени     | 19             | 0,8%     |
| адвентисти   | 12             | 0,5%     |
| не релігійні | 2              | 0,1%     |
| реформати    | 1              | < 0,1%   |